# Leucon sagitta
Leucon sagitta är en kräftdjursart som beskrevs av John Todd Zimmer 1907. Leucon sagitta ingår i släktet Leucon och familjen Leuconidae. Inga underarter finns listade i Catalogue of Life.